# Hipotoont
Segons la mitologia grega, Hipotoont (en grec antic: Ἱπποθόων) va ser un heroi fill de Posidó i d'Àlope, la filla del malvat Cercíon.
Va ser rei d'Eleusis com a successor de Cerció, i es va lliurar de la mort d'una manera prodigiosa. La seva mare, Àlope, quan el va tenir, i sense que el seu pare ho sabés, el va entregar a una dida perquè l'abandonés. Quan plorava de gana, va arribar una euga (animal consagrat a Posidó) que el va alletar. Un pastor que cercava l'euga va veure el nen, el va recollir i el va portar a la seva cabana. Portava vestits reials, i un altre pastor li va demanar que li donés el nen. Li va entregar sense la roba, i els pastors es van posar a discutir, perquè el que l'havia rebut reclamava les riques robes que portava. Es van presentar davant del rei Cercíon per dirimir la seva disputa i el rei va reconèixer els vestits, que havien estat fets amb roba de la seva filla. Espantada, la dida d'Àlope va explicar que el nen era fill de la seva filla i el rei va ordenar tancar Àlope fins a la seva mort i llençar el nen a les feres. Uns altres pastors el van recollir quan una euga l'alimentava, i van entendre que estava protegit pels déus. Li van posar el nom d'Hipotoont (segons altres fonts, Hipòtous), epònim d'Hipotòntida (Ἱπποθοντίς), un dels dems de l'Àtica, segons diu Pausànias.
Quan Teseu va passar per aquell indret va matar Cercíon, i Hipòtou va anar va veure l'heroi i li va demanar el tron del seu avi. Teseu li va donar perquè sabia que era fill de Posidó i, per tant, del seu mateix llinatge.